# Onafhankelijk filmfestival van Gardanne
Het onafhankelijk filmfestival van Gardanne of Festival Cinématographique d'Automne de Gardanne was een jaarlijks filmfestival in oktober/november in Gardanne, in het Zuid-Franse arrondissement Aix-en-Provence. Het festival vertoonde films van onafhankelijke filmregisseurs.

## Publieksprijs
Tijdens voorgaande festivals werden de volgende publieksprijzen uitgereikt:
| Jaar | film                         |
| ---- | ---------------------------- |
| 1996 | Un air de famille            |
| 1997 | Violetta la reine de la moto |
| 1998 | Beshkempir                   |
| 1999 | De cup                       |
| 2000 | Nationale 7                  |
| 2001 | Pauline & Paulette           |
| 2002 | Respiro                      |
| 2003 | Oasis                        |